# Eutropis sibalom
Eutropis sibalom (сібаломський сонячний сцинк) — вид сцинкоподібних ящірок родини сцинкових (Scincidae). Ендемік Філіппін. Описаний у 2020 році.

## Поширення і екологія
Сібаломські сонячні сцинки мешкають на південному сході острова Панай на заході Вісайських островів. Вони живуть вологих тропічних лісах.